# Мало Бельово
Мало Бельово (до 1945 г. Мало Бѣльово) е бивше село в Западна България. То се е намирало в Община Драгоман, Софийски окръг. През 1986 г. е заличено като селище